# 下狩野村
下狩野村（しもかのむら）は静岡県の東部、田方郡に属していた村。現在の伊豆市北部、狩野川と大見川の合流地点周辺にあたる。

## 地理
- 川：狩野川、大見川
- 湖沼：早霧湖

## 歴史
- 1889年（明治22年）4月1日 - 町村制の施行により、本立野村、小立野村、加殿村、田代村、日向村、大平村が合併して発足。
- 1956年（昭和31年）9月30日 - 修善寺町に編入。同日下狩野村廃止。

## 交通

### 道路
- 国道136号（下田街道）